# Hypostilbus
Hypostilbus is een kevergeslacht uit de familie van de boktorren (Cerambycidae). De wetenschappelijke naam van het geslacht werd voor het eerst geldig gepubliceerd in 1898 door Brancsik.

## Soorten
Hypostilbus is monotypisch en omvat slechts de volgende soort:
- Hypostilbus griseus Brancsik, 1898